# 네버랜드

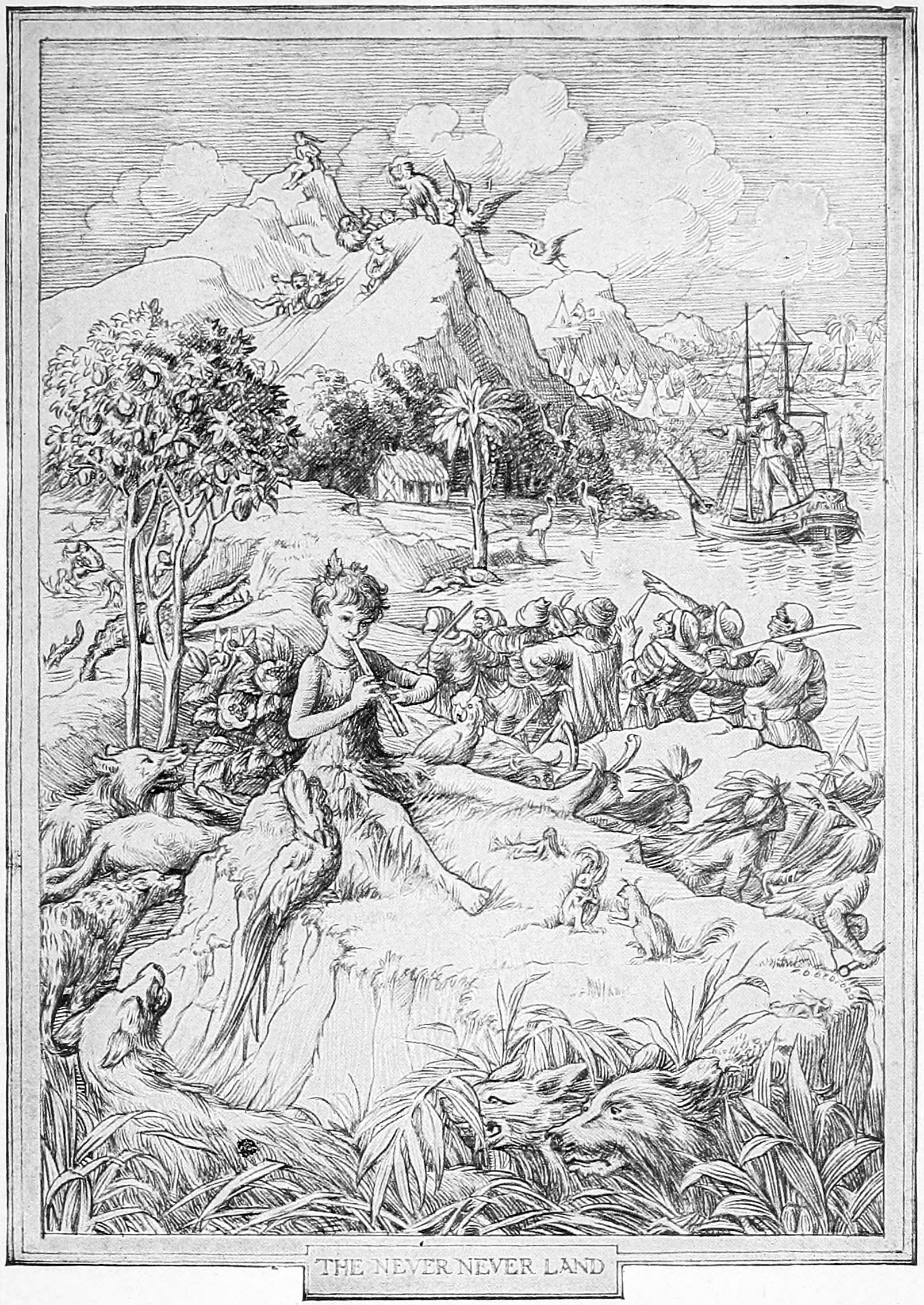

네버랜드(영어: Neverland)는 연극 《피터 팬: 자라지 않는 아이》와 소설 《피터와 웬디》 등 세계관을 공유하는 J. M. 배리의 작품에 등장하는 가공의 나라이다.
제임스 매슈 배리 경이 1904년 발표한 연극 "피터 팬: 자라지 않는 아이"에서는 "The never never land"로 나왔으며, 이후 1911년에 발표한 소설 "피터와 웬디"에서는 네버랜드로 나왔다. 이후 1928년의 대본에서도 네버랜드로 축약하였다. 초기의 The never never land는 오스트레일리아의 오지 Never Never에 영향을 받은 것으로 보인다. 네버랜드는 이후 배리의 작품에서 그 특징이 조금씩 달라지기도 하였으며, 이 때문에 초기 작품에서의 네버랜드와 차이점이 존재하기도 한다.

## 작가의 설명

### 위치와 환경
작가는 네버랜드는 아이들의 마음 속에서 찾을 수 있고 항상 뭔가 넘치거나 부족하다고 했으며 아이들 한 명 한 명마다 완전히 같지는 않지만 많은 유사점을 보인다고 했다. 한마디로 모호하다. 예를 들어, 존 달링은 "호수를 넘어가는 플라밍고들"이라는 이미지를 가지고 있었지만, 그 동생 마이클 달링은 "호수들을 넘어가는 플라밍고"라는 이미지를 갖고 있었다. 거기에다 소설에서는 네버랜드는 결코 끝나지 않을 모험을 할 수 있을 정도로 방대하다고 묘사했다. 이는 아이들 마음 속에 있는 지도가 경계 따위는 개의치 않고 네버랜드 지도와 닮은 것이라고 한다.
원작에서 현실 세계인 원래 세계(Mainland)에서 네버랜드는 영국 해안의 작은 섬으로, 열대 지방임을 암시하고 있다고 한다. 날아서 갈 수 있는 이곳을 피터 팬은 "오른쪽에서 두번째, 거기서 직진하면 아침까지는 도착한다"라고 했다. 소설에서는 피터 팬이 웬디에게 같은 묘사를 하는데, 그들만이 네버랜드를 찾을 수 있는 이유는 "어른들이 보는 곳의 바깥에 있어서"라고. 또한 은하수 근처에 있으며, 항상 해가 뜨는 시간에 머물러있어 하늘 및 우주와 맞닿아있다고 한다. 1953년에 나온 디즈니판에서는 오른쪽에서 두번째 별, 거기서 직진하면 아침까지는 도착한다고 피터 팬이 말해서 이러한 가능성이 엿보인다. 2003년 영화판에서 달링을 비롯한 아이들이 태양계를 통해 네버랜드에 도착하여 이 가설에 힘을 더한다.
네버랜드의 프로토타입 격인 "켄싱턴 공원의 피터 팬"에서는 이 "새의 섬"은 서펀틴 강 및 개똥지바귀 둥지와 이어져 있고, 날거나 종이 배를 타고 갈 수 있다고 했다. 그래서 네버랜드는 세상에 존재하는 섬도, 지구나 우주를 넘어선 다른 세상에 있을 수도 있다. 또한 원래 세계는 영국 또는 현실 세계, 혹은 둘 다일 수도 있다.
배리가 쓰지는 않은 공식 후속작 돌아온 피터팬(In Peter Pan in Scarlet)에서는 아이들이 천상의 길을 날아 섬에 도착했으며, 섬은 수천 개의 섬이 있는 바다 어딘가에 있다고 한다.
여러 개의 태양과 달이 있어 시간에 혼선이 일어나 시간 또한 애매하게 흐르는데, 정확한 시간을 알 수 있는 방법은 시계를 삼킨 악어를 찾는 것뿐이다. 성장하지 않는 세상으로 널리 알려졌지만, 작가는 "아이들은 결국 성장하고 여기를 떠나야하며, 요정들은 일반적으로 단명한다."라고 썼다. 돌아온 피터 팬에서는 아이들이 네버랜드에 있는 동안에만 시간이 멈춘다고 한다.

### 지역

#### 원작 설정(canon)
배리의 극본과 소설에서는 아이들이 사냥을 하고 해적이나 인디언들(redskins)과 싸우는 시들지 않는 숲(Neverwood)이 대부분의 모험의 배경이 된다. 피터를 비롯한 소년들이 사는 집의 지하에 있으며, 웬디의 집도 있다.
해적의 바위가 있는 인어의 호수에 인어들이 살고 있다. 해적의 바위는 사람들이 밤과 가장 가까운 곳이라고 하며, 네버랜드에서 가장 위험한 곳이다. 호숫가에 있는 해적의 바위에 갇힌 피터는 수영할 수도 날 수도 없어서 익사할 뻔했다. 여기 사는 인어들은 아무도 그를 구해주지 않았지만, 영원히 나는 새(Neverbird)가 구해주었다.
책과 연극에서 유일하게 명시된 캐논의 위치는 다름 아닌 후크 선장의 해적선 졸리 로저인데, 작가는 시들지 않는 숲과 가까운 평원이라고 서술했다.

#### 후대의 설정(non-canon)
원래 모험은 인어의 호수에서 일어났지만 게임, 영화, TV 프로에서는 많은 모험들이 시들지 않는 숲이나 해적선에서도 일어났다. 디즈니가 프랜차이즈한 버전에서는 TV, 영화, 게임 등에서 카논이 아닌 지역이 많이 나타난다. 이하의 지역이 존재하는데•축제의 해안/티키 숲:원숭이, 앵무새, 멧돼지, 코브라 그리고 악의 가득한 수많은 함정이 널린 정글. 아프리카 원주민이나 태평양에 있는 군도 주민들 같은 사람들이 살고 있다. 디즈니 애니메이션 '제이크와 네버랜드 해적들'에 자주 나온다.

#### 네버랜드 평야
인디언들이 사는 곳.

#### 해골 바위
해적들이 훔친 보물을 숨긴다고 전해지는 곳.

#### 악어의 개울
악어들이 사는 늪. 그리고 2003년 영화에 나온 검은 성은 부서지고 버려진 오래된 성으로, 돌로 만든 드래곤과 가고일이 지키고 있다. 또한 제임스 후크 감독(Captain James Hook)이 타이거 릴리를 촬영한 장소 중 하나다. 이 성은 원작의 해적 바위, 디즈니의 해골 바위를 바탕으로 해서 해적 바위 대신 나왔다.

#### 꼭대기가 없는 산
네버랜드 중앙부 오른쪽에 있는 거대한 산이다. 돌아온 피터팬에 따르면 꼭대기에 도달한 아이는 모든 믿음을 뛰어넘어 모든 것을 볼 수 있다고 한다.

#### 후회의 미로
돌아온 피터팬에서 미아들의 부모가 아이들을 찾으러 간 미로다.

#### 요정의 분지
디즈니의 팅커벨 관련 영화와 도서에 나오는 장소로, 팅커벨과 작은 요정 친구들이 기거하는 곳이다. 영화 '후크'에서 피터가 사라진 덕에 해적들은 항구 도시를 차지해 후추 상인들의 가게, 호텔, 야구경기장, 창고, 술집 그리고 항구에 가득한 많은 배를 이용해 영역들을 넓혀갔다. 소년들이 성공적으로 네버랜드에서 자신들의 영역을 차지하면서, '땅밑 집'또한 숨겨져 있다 하기엔 눈에 띄는 덩굴집으로 대체되었다. 이 구조는 아마 후크 선장이 쓰러지고 아이들이 원래 세계로 돌아간 뒤 더 이상 집과 공동체를 숨길 필요가 없어지자 피터가 지속적으로 개발한 나무 꼭대기 집의 산물일 것이다. 비행의 원천이 피터와 함께 사라짐으로써 미아들이 늘어나고 그들은 돛을 단 스케이트보드로 집까지 갔다. 피터가 없는 동안 아이들이 연합할 가능성이 있어, 인어의 호수는 거대 조개껍질 도르래로 아이들의 나무집과 연결되었다. 어른이 된 피터가 묻어버리고 잊어버린 지하실은 미아들이 새로운 집 아래에서 발견했다. 그래서 좀 더 정교해지기는 했지만 해적이나 지하실의 위치는 바뀌지 않았다. 또한 악당들의 영토는 영화에선 나오지 않는다.

### 주민

#### 요정
요정은 틀림없이 네버랜할을 한다.

#### 미아
간호사가 유모차에서 떨어진 것을 채 보지 못한 아이들. 7일 안에 다른 사람이 찾아오지 않으면 요정이 네버랜드로 데려간다. 피터가 한 설명에 따르면 여자아이가 없는 이유는 저 알아서 유모차에서 떨어지지 않을 정도로 영리해서라고 한다. 작중에서는 Tootles, Nibs, Slightly, Curly and the Twins 총 6명이 나온다. 피터에게 비행은 고유성과 권위의 상징이라 아이들이 나는 것을 허락하지 않았다. 이 아이들은 동굴과 나무 집에 살고 동물 가죽 옷을 입으며 창과 활, 화살을 만들고 모험을 위해 산다. 네버랜드 주민과 조화롭게 살 것 같지만 어린 나이에 걸맞지 않게 출중한 전투력을 지녀서 해적들과 전쟁을 한다. 이들이 충성하고 두려워하며 경외하는 피터 팬이 대장인데, 피터 팬은 이들의 행동과 충동을 통제하는 "아버지"로도 불린다. 이 소년들은 모성을 갈구하며, 웬디에게 그 역할을 부탁했다. 해적선 졸리 로저가 끌려가고 해적들이 패배한 후, 웬디의 부모가 되었다.

#### 해적
해적선 졸리 로저의 선원으로 네버랜드 연안을 차지하고 공포의 대상으로 널리 알려져 있다. 그들이 어떻게 네버랜드에 왔는지는 확실하지 않다. 이들의 선장은 무자비한 제임스 후크. 제임스 후크는 피터가 자르고 악어가 시계와 같이 먹은 오른손 대신 단 갈고리에서 따온 캡틴 제임스 후크라고 불리며, 스스로는 제스 후크라고 부른다. 오른손을 잃은 뒤 피터 팬과 아이들의 은신처를 찾아내서 복수하겠다는 강박관념에 시달리고 있었다. 제임스 후크가 죽고 나서 해적선 졸리 로저는 피터에게 넘어가고, 다른 이들은 런던으로 돌아갔다. 돌아온 피터 팬에서 피터가 후크 선장의 오래된 코트를 입었을 때 악에 물들고 졸리 로저의 선장이 되었다. 후크는 라벨로로 가장해서 피터를 속여 악어에게서 빠져나왔다는 것이 밝혀졌다.

#### 아메리카 원주민(Native Americans)
섬에서 원형 천막을 치고 사는 아메리카 원주민으로, 작가는 인디언(Redskins) 혹은 흑인 부족이라고 했다. 피터 팬에게 호감을 가지고 있는 타이거 릴리의 딸이 부족장으로, 위대한 빅 리틀 팬더라고 한다. 흑인 부족은 후크 선장과 해적들과는 치열하게 전쟁을 벌이지만 미아들과는 온건한 관계를 유지하고 있다. '많은 달'을 위하여, 두 부족은 포로들을 풀어주기 위한 목적으로만 마치 게임을 하듯 서로를 사로잡았다. 그들은 네버랜드의 원주민이 아니지만 어디에서 왔는지, 어떻게 누구보다도 네버랜드를 잘 아는지는 불명이다.

#### 인어
호수에 살고 있다. 피터와의 동행을 즐기지만 페어리를 포함해 다른 이들은 적대하며, 또한 피터 팬에게 특별한 여성 같은 웬디에게는 더욱 강한 악의를 보낸다. 쾌락주의적이며 까불락거리고, 거만하다. 하루 종일 노래를 부르고, "인어 게임"을 하며, 비눗방울 불기를 좋아하고, 해적의 바위에서 느긋하게 머리를 빗으며 햇빛 쬐기를 즐긴다. 처음에 웬디는 그 아름다움에 빠졌지만 자세히 보러 살며시 다가가려 했을 때 고의로 꼬리를 튕기는 것을 보고 그들에게서 악의를 발견했다. 해적의 바위 일대를 차지하고 있으며 해가 뜰 때와 폭풍이 칠 때 안식처가 되는 파도 밑 산호 동굴에 살고 있다.
2003년 영화에서 피터는 전래동화에서는 가까이 온 자를 빠뜨려 죽이고, 모든 것이 베일에 싸인 위험한 생명체라고 하는 것과 다르다고 간단히 말했고, 실제로 피터에게는 해를 끼치지 않는다. 이들은 한 번씩 도움을 주는데, 예를 들어 후크의 행방을 가르쳐주기도 했다. 하지만 인어들이 웬디를 빠뜨려 죽이려고 했을 때는 피터가 화를 내며 그녀를 지키라고 명했다. 이 장면은 배리가 쓴 달이 바뀌며 이들이 괴성을 지를 때 호수는 복마전이 된다는 부분에서 영향을 받았다. 소설에서 인어의 호수에서 이들과 소중하고 짧은 동행은 피터 일행이 가장 좋아하는 모험이며, 이 호수는 점심 식사를 먹는 곳이다. 피터는 웬디에게 인어의 빗 하나를 선물로 주었다.

#### 동물의 왕국
곰, 호랑이, 사자, 늑대, 홍학, 악어는 네버랜드 전역에 분포한 동물이다.(짐승이라고도 한다) 배리의 원작 소설에서 이들은 흑인 부족을 습격하고, 아이들에게 사냥당한다. 네버랜드에서 복수의 씨앗과 먹이 사슬을 만드는 존재로, 이것을 끊어버리는 방법은 어느 한쪽이 활동을 그만두거나 늦추는 것 또는 피터가 아이들에게 다른 일을 맡기는 것이다. 다른 네버랜드의 존재처럼 이들은 불멸이며, 먹을 필요도 없고, 이들을 먹을 수도 없으며, 되살아나지도 않는 모순된 존재다. 켄싱턴의 피터 팬에서 이들은 사회를 형성하며, 여러 다양한 부류가 존재했다.

#### 별
배리의 소설에서 하늘의 고정된 위치를 차지하고 살아있는 생명체로 의인화되는 존재. 네버랜드나 현실 세계 어디도 차지하고 있지 않고 항상 그 사이에서 보고 있다. 네버랜드가 은하수 근처에 있다고 나올 때는 현실 세계에서 네버랜드로 이동하는 길의 지표 역할밖에 하지 않는다. 이들은 아름답지만 어디에도 적극적으로 참여할 수 없으며 그저 영원히 지켜볼뿐인 슬프고 이상한 존재다. 별들은 그 자신들조차 잊을 정도로 오래 전에 저지른 범죄를 속죄하고 있는 존재다. 늙은 별과 젊은 별이 나오는 것으로 보면 이들은 계속 생겨나는 듯. 작가는 "별들은 종종 뒤로 몰래 숨어들어 그들을 불어 끄려는 장난을 즐기는 피터에게 그다지 호의적이지 않지만, 방랑벽있고 재미있는 것을 즐기는 어린 별들은 별들에게 피터의 모험과 달링과 아이들이 네버랜드로 가는 길을 도와주기를 강요한다."라고 묘사한다. "나는 요정을 믿는다"라고 단체로 소리쳐 팅커벨을 되살려낼 때, 별들은 적극적으로 참여하지 않거나 요정을 불신하는 아이들에게 저주의 말을 내뱉었다.

#### 다른 주민들
원래 작가의 소설에서는 코가 휘어진 작은 할머니, 재단사 노움, 위로 형제가 여섯인 왕자 같이 유럽 동화에서 나올 법한 등장인물이 있었다. 이러한 주민들 없이 간략한 묘사를 한 적도 있었지만, 저자는 "빠르게 썩어가는 오두막"처럼 그들의 전생을 암시했다. 한 주민은 반동물, 반 마법 생물로도 나왔다.(혹은 신일 가능성도 있는데, 네버랜드 식으로 말하면 한심한 우상이다) 그리고 영원히 나는 새는 배리의 소설 9장에서 아주 중요한 역할을 한다. 모성이자 육아를 상징하는 이 새는 피터가 해적의 바위에 발이 묶였을 때 새들의 아이들의 둥지로 피터를 안내했다. 피터는 익사할 위험에 직면하지만 이들이 구해주었다. 이 새들은 이 장에서의 피터를 구하는 대신 하나하나 쓰러지는 인어와는 대조된다.